# Murmeltiere
Die Murmeltiere (Marmota), in der Schweiz auch Munggen, in Oberbayern und dem benachbarten Salzburg auch Mankei genannt, sind eine aus fünfzehn Arten bestehende Gattung bis zu 50 Zentimeter langer Echter Erdhörnchen (Marmotini), die in Eurasien und Nordamerika verbreitet sind. Bei den Murmeltierarten handelt es sich primär um Bewohner kalter Steppen. Das heute nur noch in Gebirgslagen jenseits der Baumgrenze lebende Alpenmurmeltier kam während der pleistozänen Eiszeitalter im europäischen Tiefland von den Pyrenäen bis zur Ukraine vor. Es fehlte dagegen in den mit einer dicken Eisschicht bedeckten Alpen. Mit dem Ende der Eiszeit boten nur noch die hochalpinen Lagen der Alpen dieser Art geeigneten Lebensraum (Eiszeitrelikt). Murmeltiere können bis zu 15 Jahre alt werden.

## Merkmale
Für Nagetiere sind Murmeltiere sehr groß: Sie haben je nach Art eine Kopf-Rumpf-Länge von 30 bis 60 Zentimeter, hinzu kommt ein 10 bis 25 Zentimeter langer Schwanz. Das Gewicht liegt zwischen drei und sieben Kilogramm. Die Farbe des Murmeltierfells unterscheidet sich von Art zu Art, ist aber meistens bräunlich. Der Körper der Tiere ist gedrungen mit einem kurzen Schwanz und kurzen, abgerundeten Ohren. Die Beine sind ebenfalls kurz und gedrungen. Die Vorderbeine besitzen nur vier Zehen und der Daumen ist vollständig reduziert, der mittlere Finger ist der längste Finger und die Krallen sind lang und zum Graben ausgebildet. Die hinteren Extremitäten besitzen fünf Zehen. Die Weibchen besitzen fünf Zitzenpaare.
| 1 | · | 0 | · | 2 | · | 3 | = 22 |
| 1 | · | 0 | · | 1 | · | 3 | = 22 |

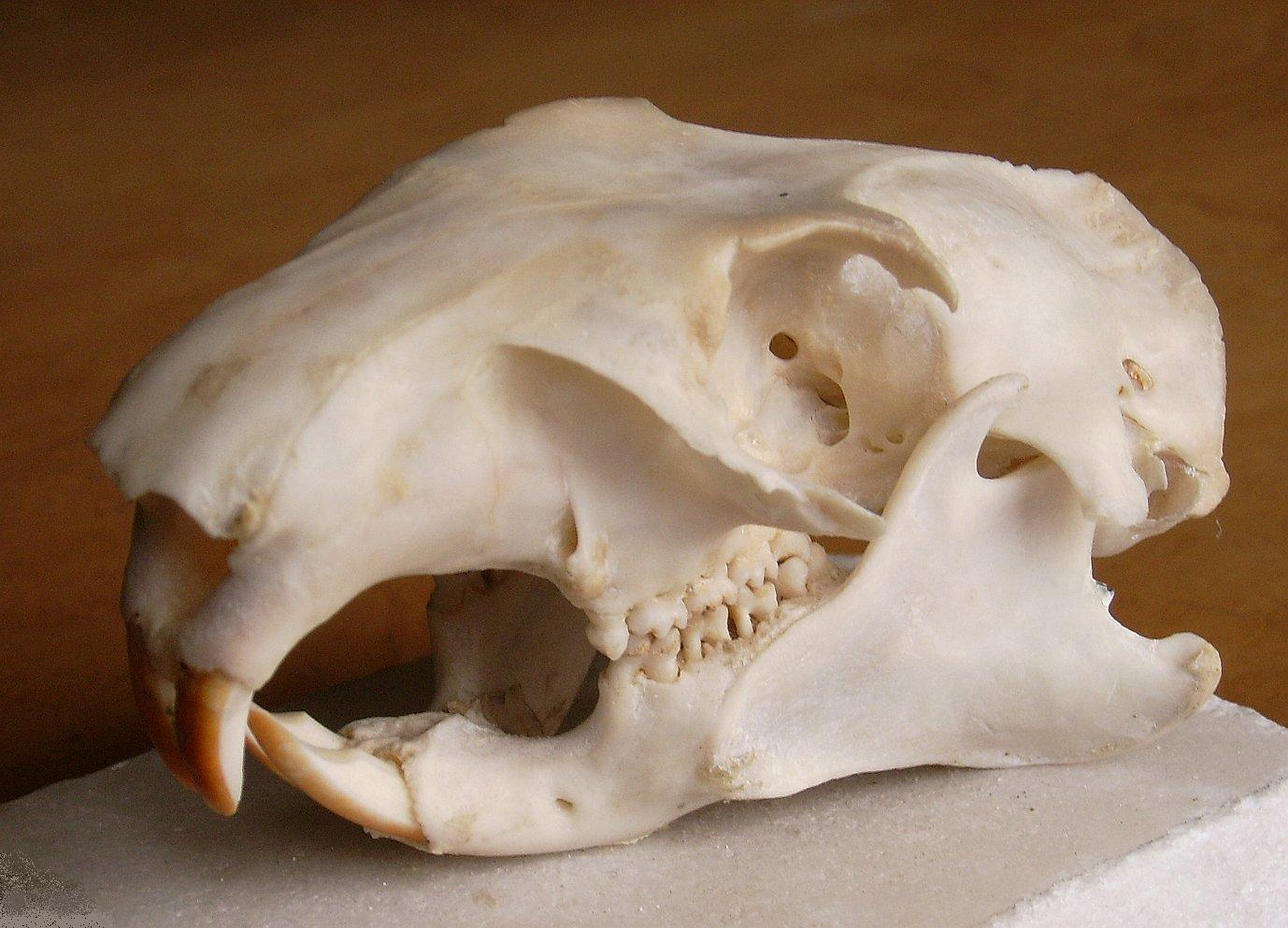
Alpenmurmeltierschädel

Der Schädel ist kräftig und flach, dabei fast dreieckig ausgebildet. Die Augenhöhlen sind lang, der postorbitale Fortsatz ist kräftig und nach unten leicht auswärts gebogen. Der Sagittalkamm ist gut ausgebildet und der vordere Bereich verzweigt sich und verbindet ihn mit dem postorbitalen Fortsatz. Der occipitale Anteil ist deutlich verlängert. Der knöcherne Gaumen ist länger als die Hälfte der Gesamtlänge des Schädels. Die Art besitzt in jeder Kieferhälfte je einen zu einem Nagezahn umgebildeten Schneidezahn (Incisivus), darauf folgt ein Diastema sowie im Oberkiefer zwei und im Unterkiefer je ein Prämolar sowie drei Molaren. Die Nagezähne sind kräftig und auf der Vorderseite mit gelbem Schmelz bedeckt. Der erste Prämolar des Oberkiefers ist sehr kräftig und fast doppelt so groß wie der folgende zweite Prämolar. Unter den Molaren des Oberkiefers ist der dritte der größte, die unteren Molare besitzen je zwei seitliche Spitzen.
Wie die Ziesel (Gattung Spermophilus) besitzen auch die Murmeltiere einen Penisknochen, der fast S-förmig ausgebildet ist. Die Spitze besitzt seitlich unregelmäßige Dentikel.

## Verbreitung und Lebensraum
In Mitteleuropa sind Murmeltiere im Hochgebirge heimisch; auch in Asien haben sich einige Arten an ein Leben in alpinen Höhen angepasst. Typischer für die Gattung der Murmeltiere sind jedoch die Arten, die Grassteppen bewohnen, zum Beispiel das Steppenmurmeltier (Marmota bobak), das auch in Teilen der Ukraine vorkommt, jedoch hauptsächlich in Zentralasien.
Das Verbreitungsgebiet ist relativ geschlossen von Osteuropa über Nord- und Zentralasien bis Ostsibirien und Xinjiang. In Mitteleuropa gibt es nur in den Alpen, den Karpaten und der Hohen Tatra wildlebende Murmeltiere sowie eingeführte in den Pyrenäen. In Nordamerika leben die meisten Arten in subarktischen Breiten Kanadas; das Waldmurmeltier ist in der gesamten Nordhälfte der Vereinigten Staaten sowie den südlichen Teilen Kanadas verbreitet. Alle Murmeltiere leben in gemäßigten und arktischen Breiten der Nordhalbkugel und fehlen in wärmeren Regionen.

## Lebensweise
Murmeltiere sind ober- und unterirdisch lebende Hörnchen. Sie sind tagaktiv und alle Arten halten einen Winterschlaf.

### Die Murmeltierbaue

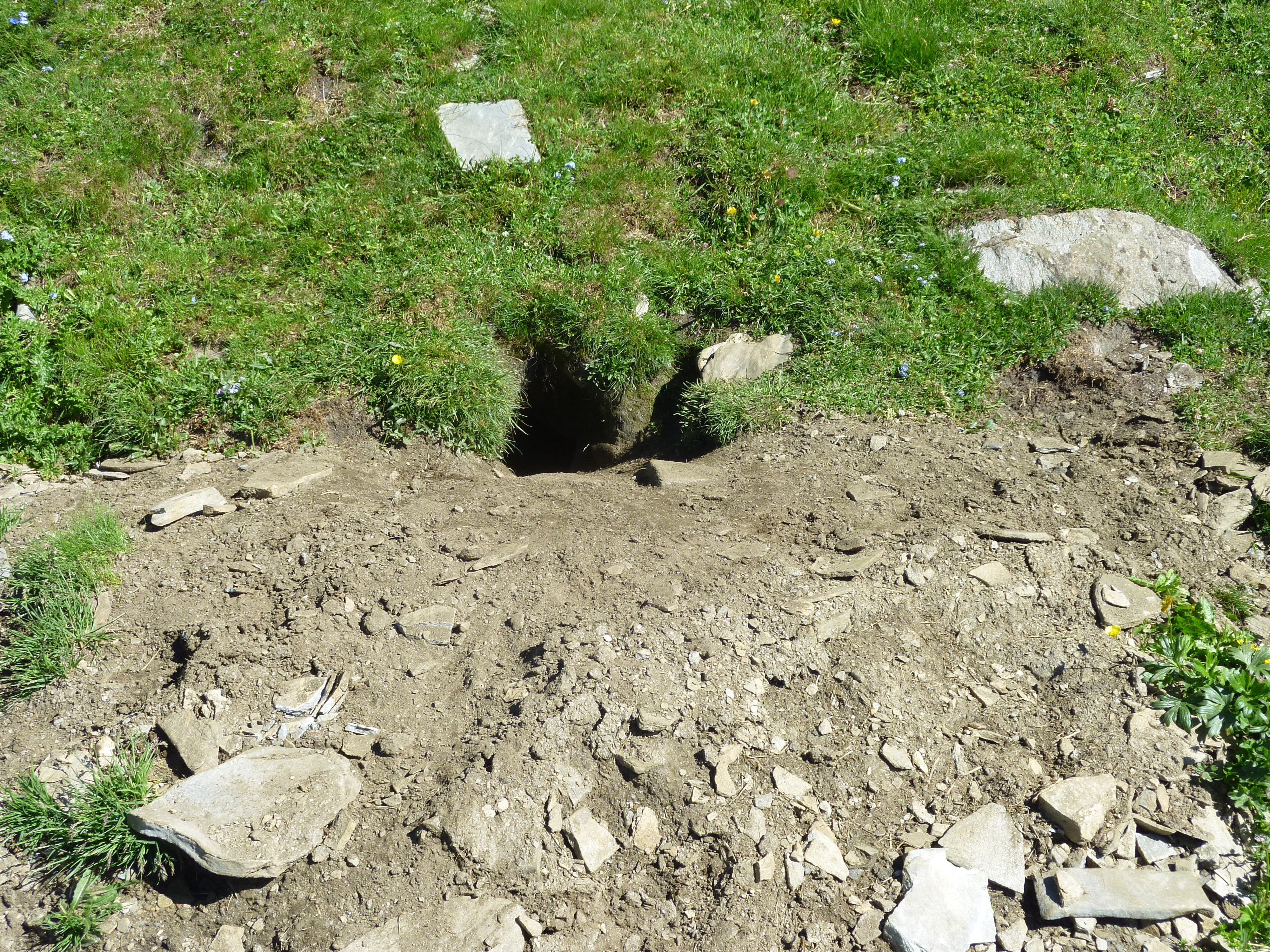
Murmeltierbau im Val Vignun

Murmeltiere bauen sehr ausgedehnte Gangsysteme, welche aus Fluchtröhren und separatem Dauerbau bestehen können. Oftmals ist es schwierig, diese zu unterscheiden, da nicht jeder Bau fertiggestellt und genutzt wird, zumal auch tote Gänge, die „Toiletten“, vorhanden sind. Die Gänge können eine Länge von 10 bis 70 Meter haben; der bisher gemessene Rekord war ein Tunnel von 113 Meter Länge.
Am Tage verlassen die Murmeltiere ihre Baue. Sie sind vorwiegend am Boden aktiv und können kaum klettern. Ihre Nahrung sind Gräser und Kräuter, seltener Früchte, Samen und Insekten.

### Hitzestress

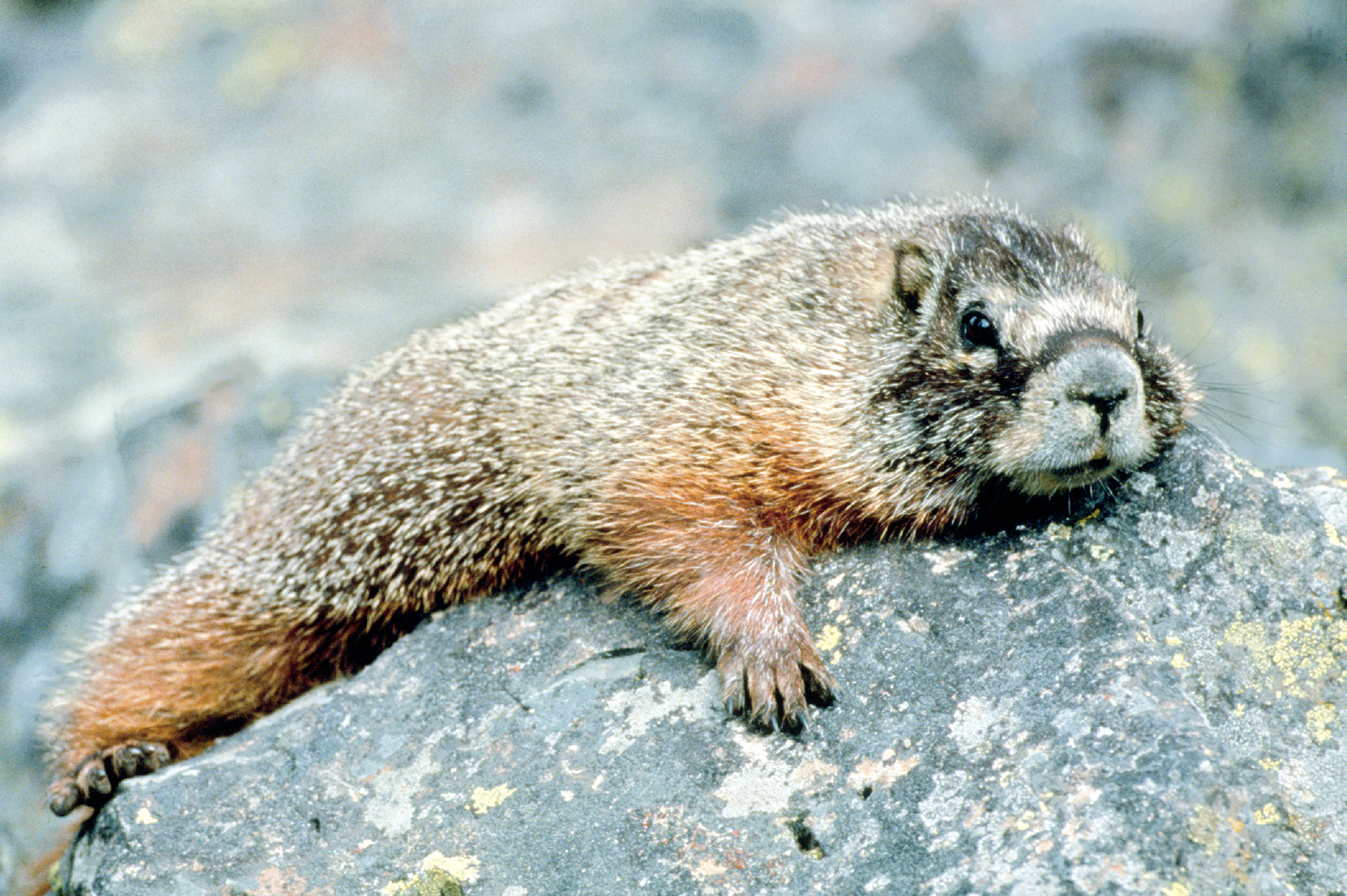
Murmeltier im Grand-Teton-Nationalpark im US-amerikanischen Bundesstaat Wyoming

Die Murmeltiere verfügen über nur wenige Schweißdrüsen und hecheln nicht. Verschiedene Untersuchungen weisen darauf hin, dass Murmeltiere hohe Temperaturen schlecht vertragen und leicht in Hitzestress geraten. Das amerikanische Gelbbauchmurmeltier zeigt Symptome von Hitzestress bereits ab einer Umgebungstemperatur von 20 °C. Alpenmurmeltiere können beobachtet werden, wie sie sich auf Felsen oder vor ihren Bauen sonnen, sie liegen dabei meist flach ausgestreckt auf dem Boden. Dieses Verhalten dient jedoch der Parasitenabwehr. Ihr sonstiges Aktivitätsmuster weist darauf hin, dass auch Alpenmurmeltiere die Wärme meiden. An heißen Tagen sind sie außerhalb ihrer Baue nur in den kühleren Randzeiten zu beobachten.

### Sozialverhalten
Das Sozialverhalten der Murmeltiere unterscheidet sich erheblich von Art zu Art. Das Waldmurmeltier ist ein Einzelgänger, das seinen Bau gegen Artgenossen verteidigt. Beim Gelbbauchmurmeltier (Marmota flaviventris) lebt ein einzelnes Männchen mit verwandten Weibchen zusammen; auch hier sind die Männchen aggressiv gegen Geschlechtsgenossen, die sie nicht in die Nähe des Baus gelangen lassen.
Die Mehrzahl der Murmeltiere lebt aber wie das Alpenmurmeltier (Marmota marmota) in Kolonien, die aus einem dominanten Paar sowie deren jüngeren Verwandten bestehen. Murmeltiere begrüßen sich, indem sie die Nasen aneinander reiben und die Köpfe zusammenstecken. Nach etwa zwei Jahren verlassen die ausgewachsenen Murmeltiere die Kolonie; danach können sie versuchen, die Führung einer fremden Kolonie zu gewinnen, wofür sie das dortige dominante Männchen vertreiben und dessen Nachwuchs töten. Murmeltiere verständigen sich untereinander durch im Kehlkopf erzeugte Schreie, die vom Menschen als Pfeiftöne wahrgenommen und leicht mit Vogelstimmen verwechselt werden können. Die Schreie werden auch zur Ankündigung von Gefahr ausgestoßen, wobei je nach sozialem Rang des Rufers Flucht bis Reaktionslosigkeit die Folge sind. Es wurde beobachtet, dass sie je nachdem, ob die Gefahr aus der Luft droht (Greifvögel) oder von einem Landlebewesen (Raubtiere), unterschiedliche Pfeiftöne ausstoßen, anhand derer die Artgenossen die Gefahrenquelle zuordnen können.
Nach einer Tragzeit von dreißig Tagen bringen Murmeltiere zwei bis fünf Junge zur Welt, wobei die einzelgängerischen Arten größere Würfe als die kolonienbildenden haben.

## Der Winterschlaf
Murmeltiere halten einen ausgedehnten Winterschlaf, der zwischen sechs und sieben, aber auch bis zu neun Monate dauern kann. Der Schlafkessel wird dafür mit weichem Gras ausgepolstert, in dem sich die Tiere zusammenrollen. Für diese lange Ruhezeit fressen sie sich während der wenigen Sommermonate große Fettreserven an. In der saisonalen Ruhephase können sich Darm und Magen energiesparend um die Hälfte verkleinern. Während des Winterschlafs sinkt die Atmung auf etwa zwei Züge pro Minute und der Herzschlag von 200 auf 20 Schläge pro Minute. Der Energieverbrauch sinkt auf weniger als zehn Prozent. Um die 1200 Gramm Körperfett reichen so für den Winter. Sobald die Nahrung im Herbst nicht mehr ausreichend Energie liefert und die Fettspeicherzellen maximal gefüllt sind, begeben sich die Murmeltiere in den Winterschlaf. Dieser Zeitpunkt fällt oft mit der ersten Kältewelle oder dem ersten Schneefall zusammen. Das Erwachen wird über die Außentemperatur ausgelöst.

## Evolution und Systematik

### Externe Systematik
Die Murmeltiere sind eine Gattung der Hörnchen, wo sie den Erdhörnchen (Xerinae) und darin den Echten Erdhörnchen (Xerini) zugeordnet werden. Die wissenschaftliche Erstbeschreibung der Gattung erfolgte durch Johann Friedrich Blumenbach im Jahr 1779, allerdings wurden das Alpenmurmeltier (M. marmota) und das Waldmurmeltier (M. monax) bereits durch Carl von Linné 1758 in seiner 10. Auflage der Systema Naturae beschrieben und dort den Mäusen in der Gattung Mus zugeordnet.
Die Murmeltiere wurden 2004 in einer molekularbiologischen Untersuchung als monophyletische Gruppe bestätigt und als Schwestergruppe der gesamten Marmotini mit Ausnahme der Antilopenziesel (Ammospermophilus) sowie der ursprünglich den Zieseln zugeordneten Gattungen Notocitellus, Otospermophilus und Callospermophilus identifiziert.

### Interne Systematik
Murmeltiere sind fossil seit dem Miozän (vor 23,03 bis vor 5,33 Millionen Jahren) aus Nordamerika belegt. Ihnen gelang mehrmals der Übergang nach Eurasien: im späten Miozän, im Pliozän (vor 5,33 bis vor 1,8 Millionen Jahren) und zuletzt im Pleistozän (vor 1,8 Millionen bis vor 11.500 Jahren).
Innerhalb der Murmeltiere werden aktuell fünfzehn Arten unterschieden, die je nach Systematik nochmals in zwei Untergattungen gestellt werden. Dabei werden die nordamerikanischen Arten Eisgraue Murmeltier (M. caligata), das Gelbbauchmurmeltier (M. flaviventris), das Olympische Murmeltier (M. olympus) und das Vancouver-Murmeltier (M. vancouverensis) als Petromarmota allen anderen Arten gegenübergestellt, die in der Untergattung Marmota eingeordnet werden. Phylogenetische Untersuchen bestätigen die nähere Verwandtschaft der Marmota Petromarmota-Arten als ein Taxon innerhalb der Murmeltiere, das den restlichen Arten gegenüber steht. Trotz einiger Unsicherheiten innerhalb des Kladogramms bestätigt dieses auch den Ursprung der Murmeltiere in Nordamerika sowie ein gemeinsames Taxon der Arten, die in Europa und Asien leben.
Innerhalb der Murmeltiere werden aktuell die folgenden Arten unterschieden:
- Graues Murmeltier (M. baibacina), östliches Kasachstan, Xinjiang, Mongolei
- Steppenmurmeltier (M. bobak), Osteuropa bis Zentralasien
- Alaska-Murmeltier (M. broweri), nördliches Alaska
- Eisgraues Murmeltier (M. caligata), Alaska, British Columbia, Washington
- Schwarzhut-Murmeltier (M. camtschatica), nordöstliches Sibirien
- Langschwanzmurmeltier (M. caudata), Zentralasien
- Gelbbauchmurmeltier (M. flaviventris), südwestliches Kanada
- Himalaya-Murmeltier (M. himalayana), Himalaja
- Waldsteppenmurmeltier (Marmota kastschenkoi), Waldsteppen im nördlichen Russland
- Alpenmurmeltier (M. marmota), Alpen, Karpaten, Hohe Tatra, Pyrenäen[10]
- Menzbiers Murmeltier (M. menzbieri), Tianshan
- Waldmurmeltier (M. monax), Kanada, nördliche Vereinigte Staaten
- Olympisches Murmeltier (M. olympus), Olympic-Halbinsel (Vereinigte Staaten)
- Sibirisches Murmeltier (M. sibirica), südliches Sibirien, Mongolei
- Vancouver-Murmeltier (M. vancouverensis), Vancouver Island

Vor allem die asiatischen Arten sind in ihrer Abgrenzung nicht unumstritten. So werden Graues, Himalaya- und Sibirisches Murmeltier gelegentlich als Unterarten des Steppenmurmeltiers geführt und auch das Waldsteppenmurmeltier taucht in älteren Systematiken nicht als eigenständige Art auf.

## Landwirtschaft und Artenschutz

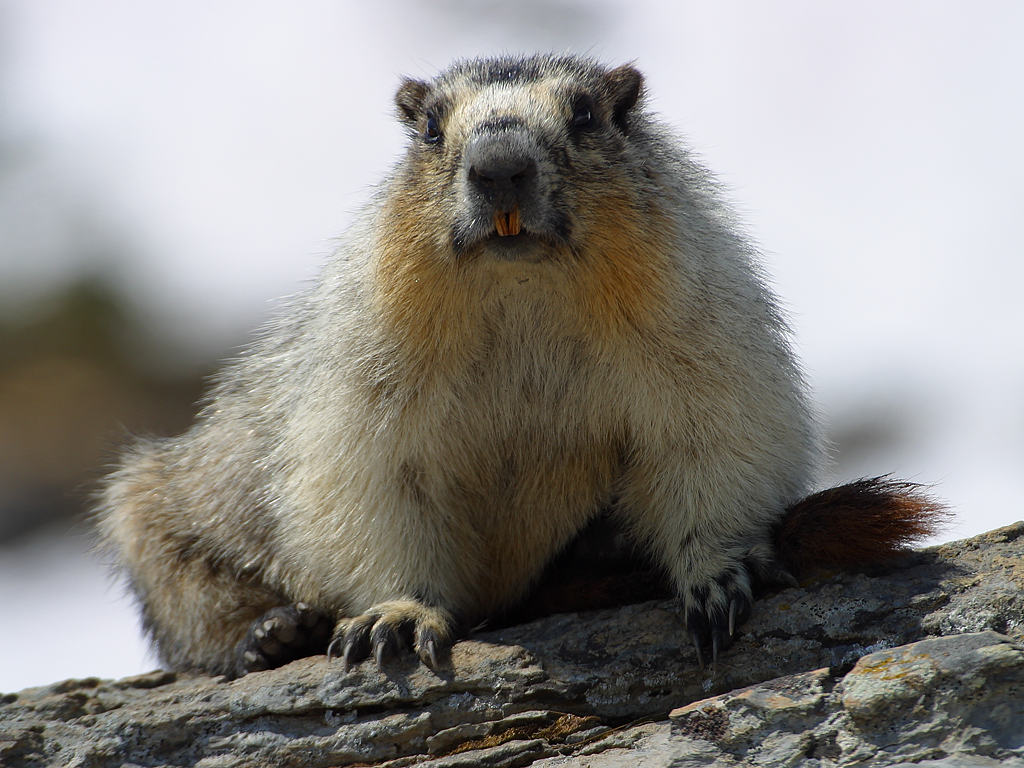
Gelbbauchmurmeltier (M. flaviventris)

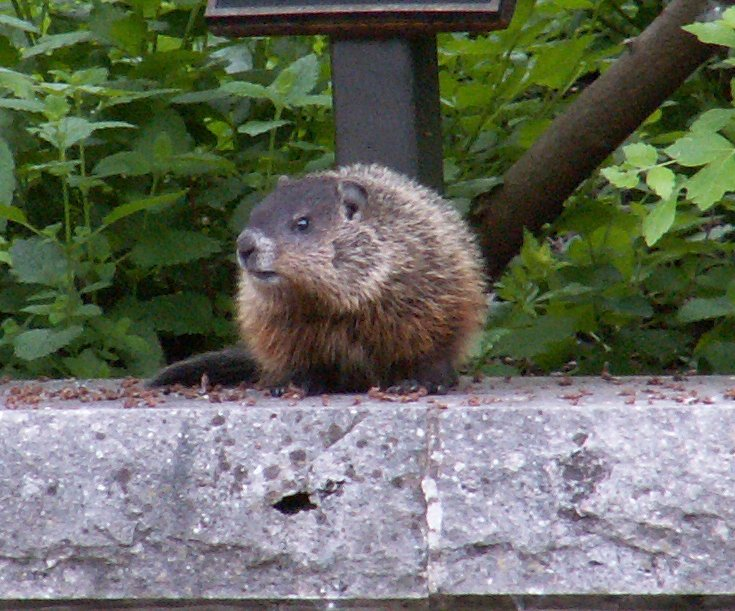
Waldmurmeltier (M. monax)

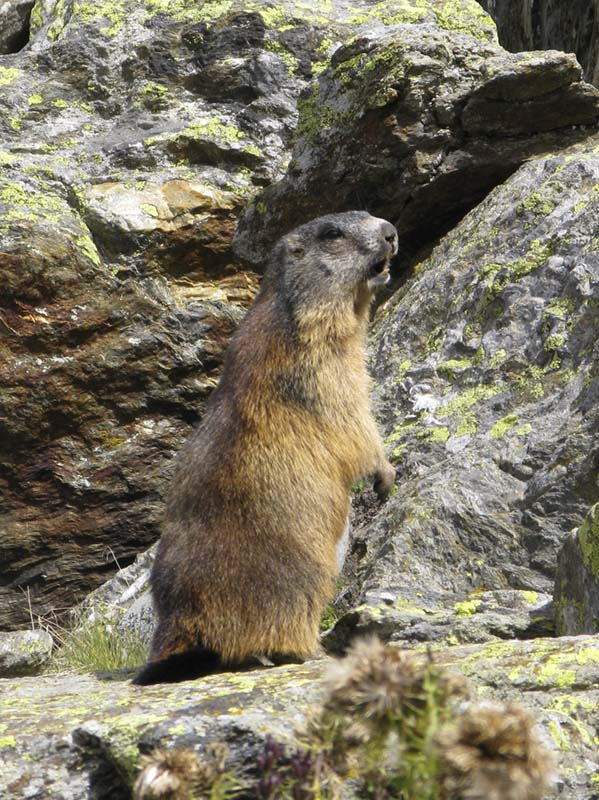
Alpenmurmeltier (M. marmota)

Die Bestandsentwicklung der Arten ist sehr unterschiedlich. Das Waldmurmeltier ist in Nordamerika in den letzten Jahrzehnten immer häufiger geworden. Die Abholzung der Wälder kam seinen Beständen zugute. In Teilen der Vereinigten Staaten gilt es inzwischen als Schädling, da es Getreide frisst und seine Gänge so dicht unter der Oberfläche verlaufen, dass Vieh und landwirtschaftliche Maschinen regelmäßig einbrechen.
Die anderen Arten sind viel seltener. Das Alpenmurmeltier ist aus zahlreichen Gebirgen Europas im Laufe der letzten Jahrhunderte verschwunden. Murmeltierfelle werden auch zu Pelzen verarbeitet, das Steppenmurmeltier stand deshalb in den 1920er Jahren kurz vor der Ausrottung; seine Bestände konnten sich aber erholen.
Zwei Arten werden von der IUCN als schutzwürdig geführt: das Menzbier-Murmeltier im Status „gefährdet“ (vulnerable)  und das Vancouver-Murmeltier im Status „vom Aussterben bedroht“ (critically endangered). Von letzterem leben nur etwa 130 Exemplare, davon nur etwa 35 in Freiheit.
Das Alpenmurmeltier zählt in Österreich und in der Schweiz zum jagbaren Wild und wird aktiv bejagt. In Deutschland unterliegt es dem Jagdrecht, wird aber ganzjährig geschont.

## Nutzung
Murmelfleisch wurde früher häufig in der Küche verwendet. Auch wenn dies heute selten geworden ist, finden sich im Internet eine Reihe von Rezepten. Auch die offizielle Webseite des österreichischen Bundeslandes Tirol (Seitenüberschrift „Murmeltiere – so süüüüß! Und lecker!“) warb bis etwa 2011 noch mit einem Kochrezept um Touristen: „Murmeltierfleisch ist sehr zu empfehlen! Gut zubereitet ist es eine Delikatesse.“ Dem Aufwand bei der Zubereitung dürfte zu verdanken sein, dass das Murmeltier heute nicht mehr in den Kochbüchern steht. „Frischem Fleische haftet ein so starker erdiger Wildgeschmack an, daß es dem an diese Speise nicht Gewöhnten Ekel verursacht“, heißt es in Brehms Tierleben. Vor allem das Fettgewebe gilt als kaum genießbar. Das aus diesem Grunde gut entfettete Tier wurde deshalb vor dem Braten zusätzlich geräuchert oder gekocht und das Kochwasser weggeschüttet.
Das Fett gilt in der Volksmedizin als wirksam gegen Husten, Magenleiden, Übelkeit, zur Blutreinigung oder allgemein zur Stärkung; äußerlich (Murmeltiersalbe) gegen Gliederschmerzen, Frostbeulen oder Sehnenzerrung.

## Name
Der Name „Murmeltier“ hat etymologisch nichts mit der Murmel oder dem Verb „murmeln“ zu tun. Er geht auf das althochdeutsche „murmunto“ zurück, das wiederum aus dem lateinischen Mus montis („Bergmaus“) entlehnt ist. Das weibliche Murmeltier wird manchmal als „Katze“, das männliche als „Bär“ und Jungtiere als „Affe“ oder „Äffchen“ bezeichnet. In der Schweiz werden Murmeltiere auch Munggen (Singular Mungg) genannt.

## Belege
1. 1 2 3 4  Robert S. Hoffmann, Andrew T. Smith: Genus Marmota. In: Andrew T. Smith, Yan Xie: A Guide to the Mammals of China. Princeton University Press, Princeton NJ 2008, ISBN 978-0-691-09984-2, S. 189–190.
2. ↑  The Parliament Hill Cat Colony.
3. 1 2 3  Walter Arnold: Allgemeine Biologie und Lebensweise des Alpenmurmeltieres (Marmota marmota). In: Monika Preleuthner, Gerhard Aubrecht (Hrsg.): Murmeltiere (= Katalog des Oberösterreichischen Landesmuseums. NF Nr. 146 = Stapfia. Bd. 63). Biologiezentrum, Linz 1999, ISBN 3-85474-044-1, S. 1–20, zobodat.at [PDF; 2,7 MB]
4. ↑  Daniela Lenti Boero: Alarm calling in Alpine marmot (Marmota marmota L.): evidence for semantic communication. In: Ethology, Ecology and Evolution, Band 3, Ausgabe 2, 1992, Seite 125–138, online publiziert 19. Mai 2010
5. 1 2  Matthew D. Herron, Todd A. Castoe, Christopher L. Parkinson: Sciurid phylogeny and the paraphyly of holarctic ground squirrels (Spermophilus). Molecular Phylogenetics and Evolution 31, 2004; S. 1015–1030. (doi:10.1016/j.ympev.2003.09.015, Volltext, PMID 15120398)
6. ↑  Carl von Linné: Systema naturae. 10. Auflage, 1758; Band 1, S. 60, 63–64 (Digitalisat).
7. 1 2 3  O.V. Brandler, E.A. Lyapunova: Molecular phylogenies of the genus Marmota (Rodentia Sciuridae): comparative analysis. Ethology Ecology & Evolution 21, 2009; S. 289–298. (Volltext (Memento des Originals vom 3. August 2016 im Internet Archive)  Info: Der Archivlink wurde automatisch eingesetzt und noch nicht geprüft. Bitte prüfe Original- und Archivlink gemäß Anleitung und entferne dann diesen Hinweis.)
8. ↑  Scott J. Steppan, Mikhail R. Akhverdyan, Elena A. Lyapunova, Darrilyn G. Fraser, Nikolai N. Vorontsov, Robert S. Hoffmann, Michael J. Braun: Molecular phylogeny of the marmots (Rodentia: Sciuridae): tests of evolutionary and biogeographic hypotheses. Systematic Biology 48(4), 1999; S. 715–734. (Volltext)
9. ↑  Richard W. Thorington Jr., John L. Koprowski, Michael A. Steele: Squirrels of the World. Johns Hopkins University Press, Baltimore MD 2012, ISBN 978-1-4214-0469-1, S. 271–289.
10. ↑  The alpine marmot spreads into the Catalan Pyrenees. EurekAlert!, Science News
11. ↑  Marmota menzbieri in der Roten Liste gefährdeter Arten der IUCN 2009. Eingestellt von: K. Tsytsulina, 2008. Abgerufen am 7. November 2009.
12. ↑  Marmota vancouverensis in der Roten Liste gefährdeter Arten der IUCN 2009. Eingestellt von: D. W. Nagorsen, NatureServe, 2008. Abgerufen am 7. November 2009.
13. ↑  Murmeltiere – so süüüüß! Und lecker. (Memento vom 2. Februar 2010 im Internet Archive)
14. ↑  Alfred Brehm: Brehms Thierleben. Allgemeine Kunde des Thierreichs. Zweiter Band, Erste Abtheilung: Säugethiere. Dritter Band: Hufthiere, Seesäugethiere. Verlag des Bibliographischen Instituts, Leipzig 1883, S. 300–305, hier online.
15. ↑  Murmeltiere: Zwerge mit Pfiff In: 3sat.de abgerufen am 23. Juli 2014
16. ↑  So viele Munggen wie seit 1954 nicht mehr geschossen In: Tages-Anzeiger vom 31. Oktober 2009